# 石綿村
石綿村（いしわたむら）とは、かつて大阪府の泉南市と阪南市にまたがって存在した、石綿製品を作る工場が集中していた地域。明治時代からこうした工場が乱立し始め、国の後押しもあって、ピーク時の1960 - 1970年代には工場数は200を超え、日本の石綿生産の6 - 7割を占めた。その間、何度か石綿の健康被害に関する調査報告も行われたが、住民には何も知らされなかった。
21世紀に入り、他地域ではクボタなどにより石綿被害者の救済が行われた。石綿村の排出源であった企業は中小・零細が大半で既に転廃業しており、企業側による自発的な救済は行われなかった。このため政府に対する損害賠償訴訟が起こされた。